# Ajs Kjub
O’Šej Džekson (engl. O'Shea Jackson Los Anđeles, Kalifornija, SAD, 15. juna 1969), bolje poznat po svom umetničkom imenu Ajs Kjub (engl. Ice Cube) je američki reper, tekstopisac, glumac, muzički producent, scenarista, filmski producent i reditelj. Studirao je arhitekturu na Phoenix Institute of Technology. Cubeov rođak Del the Funky Homosapien poznat je po sarađivanju s grupom Gorillaz. Oženjen je sa Kimberli Vudruf sa kojom ima četvoro dece (tri sina i ćerku). Od 2000-ih fokusirao se na filmsku karijeru.
Karijeru je započeo 1984. godine kao član rap grupe C.I.A., a kasnije se pridružio rap grupi N.W.A. koju je napustio u januaru 1990. godine. Nakon napuštanja grupe izgradio je uspešnu karijeru kao muzičar, glumac i filmski producent. Glumio je u mnogim filmovima, i sarađivao s glumcima kao što su Džordž Kluni, Eva Mendes, Mark Volberg, Robert De Niro i Samjuel L. Džekson. Godine 2010. pozajmio je glas u video igri Call of Duty: Black Ops. Ajs Kjub je u Sjedinjenim Državama prodao 15 miliona albuma, a u celom svetu 25 miliona.

## Raniji život
Rođen je 15. juna 1969. godine u Los Anđelesu, u Kaliforniji. Sin je Doris Džekson (devojačko Benžamin), službenice i Hosea Džeksona čuvara UCLA-a. Njegovi rođaci su Teren Delvon Džouns poznatiji kao Del tha Funkee Homosapien i Kam, član grupe The Warzone. Sa šesnaest godina Kjub je pokazao interes za hip hop i rep muzikom, i počeo je da svira klavijature u srednjoj školi. Studirao je arhitekturu na univerzitetu Phoenix Institute of Technology. Zajedno s prijateljem Sir Jinxom formirao je grupu C.I.A. koju je organizovao Dr. Dre.

## N.W.A: 1987-1989 1998-2000.
Dr. Dre, Eazy-E i Ajs Kjub su osnivači grupe N.W.A (Niggaz With Attitudes), ujedno grupe koja je možda i tvorac "modernog rep-a". Uz njih članovi su bili i Ren i Dj Yella.
Prvi album, Straight Outta Compton privukao je pažnju publike širom Sjedinjenih Američkih Država i sveta. Na albumu posebnu pažnju izazvala je pesma "F***K tha Police" gde grupa vređa policiju zbog rasizma. Zbog toga na albumu je morala stajati nalepnica "Parental Advisory Explicit Contet". Pesma "Straight Outta Compton" je izazvala pozitivnu reakciju publike. Album je prodat u više od 3 miliona primeraka i ujedno je postao platinasta ploča. Ajs Kjub je napisao tekst za većinu pesama i otpevao osam na celom albumu. Nakon dolaska menadžera Džeri Helera koji je zatražio potpisivanje ugovora da bi dobili novac od turneje, Kjub je odbio potpisati ugovor, zato je 1989. godine napustio grupu i krenuo sa solo karijerom.
U prvom solo Albumu "Amerikkkas Most Wanted", Kjub nije nikoga spomenuo iz grupe N.W.A, u svom EP albumu "100 miles" N.W.A je pomenula Ajs Kjuba u negativnom kontekstu ,nakon toga on je uzvratio u pesmi "JACKING FOR BEATS". N.W.A izbacuje album pod imenom "Nigaz 4 Life" i u pesmi "Real nigaz" u kojem ponovo pominje Ajs Kjuba, nakon čega je usledio njegov album pod nazivom "Death Certificate" i pesma "No Vasseline" u kojoj je on odgovorio na pominjanje N.W.A. "No Vasseline" postaje ujedno jedna od najboljih diss traka svih vremena. N.W.A nikada nije odgovorila Kjubu na pesmu "No Vasseline".
Godine 2015. snimljen je i film Straight Outta Compton koji opisuje događaje s grupom N.W.A.

## Solo Karijera 1990-danas
Prvi solo album je bio "Amerikkkas Most Wanted" koji je snimio uz pomoć Bomb Squada producentske grupe u Njujorku, a album je bio više nego uspešan prodat je u više od 3 miliona primeraka. Nakon toga Ajs Kjub osniva producentsku kuću "Lench Mob". Drugi album izlazi 1991. godine pod nazivom "Death Certificate" i bio je veoma uspešan zbog diss traka "No Vasseline", u Velikoj Britaniji ta i pesma "Black Korea" su bile zabranjene. Ne dugo nakon toga izlazi treći album ujedno i najuspešniji pod nazivom "The Predator" koji je izazivao pozitivne kritike, a najpoznatije pesme sa toga albuma su "Wicked", "It was a good day" , "Check yo self", koje su izašle i kao singlovi.

## Biografija
Rođen je u južnom delu Los Anđelesa, a počeo da repuje u srednjoj školi. Nakon što je završio arhitektonski fakultet osnovao je rap sastav "CIA". Kasnih osamdesetih godina se pridružio poznatom sastavu N.W.A., koji je napustio 1989. godine.
Ubrzo se osamostalio i postao solo reper. Prvi solo album je snimio u Njujorku, sa svojim sastavom Da Lench Mob, i singlovi su producirani uz pomoć Bomb Squad (produkcijska grupa Public Enemy-a). AmeriKKKa's Most Wanted album je izdat 1990
Godine 1994. je osnovao rep sastav Westside Connection s Mack 10-om i WC-om. Zajedno su izdali album 1996. godine pod nazivom Bow Down. Većina singlova sa albuma je korišćena u ratu rečima između zapadne i istočne obale.

## Diskografija
| - AmeriKKKa's Most Wanted (1990.) - Death Certificate (1991.) - The Predator (1992.) - Lethal Injection (1993.) - War & Peace Vol. 1 (The War Disc) (1998.) - War & Peace Vol. 2 (The Peace Disc) (2000.) - Laugh Now, Cry Later (2006.) - Raw Footage (2008.) - I Am the West (2010.) - Everything's Corrupt (2012.) | - Kill at Will (1990.) - Bootlegs & B-Sides (1994.) - Featuring...Ice Cube (1997.) - Greatest Hits (2001.) - In the Movies (2007.) - The Essentials (2008.) |

## Filmografija

### Filmovi
- Žestoki momci (1991)
- Zabranjen prolaz (1992)
- CB4 (1993)
- Glass Shield (1994)
- Viši ciljevi (1995)
- Petak (1995)
- Opasna zona (1997)
- Anakonda (1997)
- Players Club (1998)
- I Got the Hook Up (1998)
- Tri kralja (1999)
- Thicker than Water (1999)
- Sledeći petak (2000)
- Duhovi Marsa (2001)
- Sve za lovu (2002)
- Brijači (2002)
- Petak nakon petka (2002)
- Brijači 2: Ponovo na poslu (2004)
- Jesmo li stigli? (2005)
- XXX 2: Stanje pripravnosti (2005)
- Jesmo li gotovi? (2007)
- Prva nedelja (2008)
- The Longshots (2008)
- Janky Promoters (2009)
- Superdobitak na lutriji (2010)
- Rampart (2011)
- 21 Jump Street (2012)
- 22 Jump Street (2014)
- Ride Along (2014)
- Straight Outta Compton (2015)
- Ride Along 2 (2016)
- Barbershop: The Next Cut (2016)
- xXx: Return of Xander Cage (2017)
- Fist Fight (2017)
- Ride Along 3 (2018)
- Last Friday (2019)
- Nindža kornjače: Haos (2023)

### Televizijske serije
- Jesmo li stigli? (2010.)

### Video igre
- Call of Duty: Black Ops (2010.)

## Nagrade i nominacije

### Muzičke nagrade
BET Hip-Hop Awards
| Godina | Nominovano delo | Nagrada                                     | Rezultat |
| ------ | --------------- | ------------------------------------------- | -------- |
| 2009.  | Ajs Kjub        | Nagrada ja sam hip-hop (I Am Hip-Hop Award) | dobitnik |

### Glumačke nagrade
Black Reel Awards
| Godina | Nominovano delo            | Nagrada                                                               | Rezultat   |
| ------ | -------------------------- | --------------------------------------------------------------------- | ---------- |
| 2000.  | Tri kralja                 | Najbolja sporedna uloga (Theatrical - Best Supporting Actor)          | nominacija |
| 2003.  | Brijači                    | Najbolji glumac (Theatrical - Best Actor)                             | nominacija |
| 2005.  | Brijači 2: Ponovo na poslu | Najbolji glumac, mjuzikl ili komedija (Best Actor, Muscial or Comedy) | nominacija |

Blockbuster Entertainment Awards
| Godina | Nominovano delo | Nagrada                                       | Rezultat |
| ------ | --------------- | --------------------------------------------- | -------- |
| 2000.  | Tri kralja      | Najbolja akciona ekipa (Favorite Action Team) | dobitnik |

MTV Movie Awards
| Godina | Nominovano delo | Nagrada                                              | Rezultat   |
| ------ | --------------- | ---------------------------------------------------- | ---------- |
| 1996.  | Petak           | Najbolji duo na ekranu (Best On-Screen Duo)          | nominacija |
| 2000.  | Sledeći petak   | Najbolja gluma u komediji (Best Comedic Performance) | nominacija |

NAACP Image Awards
| Godina | Nominovano delo  | Nagrada                                                                               | Rezultat   |
| ------ | ---------------- | ------------------------------------------------------------------------------------- | ---------- |
| 1996.  | Viši ciljevi     | Najbolji sporedni glumac u filmu (Outstanding Supporting Actor in a Motion Picture)   | nominacija |
| 2003.  | Brijači          | Najbolji glumac u filmu (Outstanding Actor in a Motion Picture)                       | nominacija |
| 2011.  | Jesmo li stigli? | Najbolji sporedni glumac u komediji (Outstanding Supporting Actor in a Comedy Series) | dobitnik   |

Nickelodeon Kids' Choice Awards
| Godina | Nominovano delo  | Nagrada                                          | Rezultat   |
| ------ | ---------------- | ------------------------------------------------ | ---------- |
| 2006.  | Jesmo li gotovi? | Najbolji glumac (Favorite Movie Actor)           | nominacija |
| 2008.  | Jesmo li gotovi? | Najbolji muški glumac (Favorite Male Movie Star) | nominacija |

Soul Train Music Awards
| Godina | Nominovano delo | Nagrada                                      | Rezultat |
| ------ | --------------- | -------------------------------------------- | -------- |
| 2005.  | Ajs Kjub        | Nagrada Quincyja Jonesa (Quincy Jones Award) | dobitnik |

Source Awards
| Godina | Nominovano delo            | Nagrada                                                        | Rezultat   |
| ------ | -------------------------- | -------------------------------------------------------------- | ---------- |
| 2004.  | Brijači 2: Ponovo na poslu | Najbolji reper kao glumac (Best Acting in a Movie by a Rapper) | nominacija |

T. Rex's Awards
| Godina | Nominovano delo    | Nagrada                                    | Rezultat |
| ------ | ------------------ | ------------------------------------------ | -------- |
| 1999.  | Bootlegs & B-Sides | Stari album godine (Old Album of the Year) | dobitnik |

Teen Choice Awards
| Godina | Nominovano delo            | Nagrada                                               | Rezultat   |
| ------ | -------------------------- | ----------------------------------------------------- | ---------- |
| 2005.  | XXX 2: Stanje pripravnosti | Najbolji reper u filmu (Choice Rap Artist in a Movie) | nominacija |

Urbanworld Film Festival
| Godina | Nominovano delo | Nagrada                         | Rezultat |
| ------ | --------------- | ------------------------------- | -------- |
| 2002.  | Ajs Kjub        | nagrada za glumu (Acting Award) | dobitnik |

## Literatura
- Smith, Jessie Carney (2006). Encyclopedia of African American Business, Volume 1. Greenwood.
- (језик: енглески) McIver, Joel (25. 10. 2002). Ice Cube: Attitude. Los Angeles, Kalifornija: Sanctuary Publishing. ISBN 978-1-86074-428-0.
- (језик: енглески) Woldu, Gail (30. 10. 2008). The Words and Music of Ice Cube. Westport, Connecticut: Praeger. ISBN 978-0-275-99043-5.

## Spoljašnje veze

### Zvanične stranice
- Službena stranica
- Ajs Kjub na Tviteru
- Ajs Kjub na Instagramu

### Profili
- Ajs Kjub na Allmusicu
- Ajs Kjub na Discogsu
- Ajs Kjub Архивирано на веб-сајту  (19. април 2012) na Billboardu
- Ajs Kjub Архивирано на веб-сајту  (12. мај 2012) na MTV
- Ajs Kjub na Yahoo! Musicu
- Ajs Kjub на веб-сајту  (језик: енглески)